# Nevâl Gültekin
Nevâl Gültekin, verheiratete Nevâl Gültekin-Thomasson, (* vor 1980 in Istanbul) ist eine türkische Soziologin und Fachautorin.

## Leben
Gültekin-Thomasson ist diplomierte Soziologin und Pädagogin (Studium in Frankfurt am Main), Promotion in Erziehungswissenschaften. Lehrtätigkeit an der Fachhochschule Frankfurt; wissenschaftliche Mitarbeiterin beim staatlichen Schulamt in Frankfurt.
Seit den frühen 1980er-Jahren Fachbuchbeiträge sowie Buchveröffentlichungen in Deutschland, auch unter ihrem Geburtsnamen Nevâl Gültekin.

## Auszeichnungen
- Elisabeth-Norgall-Preis 1989

## Veröffentlichungen (Auswahl)
- Frauenrechte in Deutschland: Follow-Up-Prozess CEDAW 2004. Berlin: Dt. Inst. für Menschenrechte, 2005, [Stand:] Mai 2005
- Bildung, Autonomie, Tradition und Migration. Opladen: Leske und Budrich, 2003
- Sind wir uns denn so fremd? Frankfurt/M. : Sub-Rosa-Frauenverlag, 1985, 2. Aufl.